# Ciudad vieja (Praga)
La Ciudad vieja (en checo: Staré Město) es uno de los barrios más pintorescos de la ciudad de Praga, en la República Checa.
La ciudad vieja fue el lugar del asentamiento original de Praga. En el siglo XIV, Carlos IV expandió la ciudad con la fundación de la Ciudad nueva. Los dos barrios están separados por la calle Na příkopě.
Entre los puntos destacados en la ciudad vieja se encuentran la Plaza de la Ciudad Vieja y el Reloj Astronómico. Al otro lado del río Moldava se halla la Ciudad Pequeña, denominada Malá Strana en checo. Estas dos partes de la ciudad están conectadas por el Puente de Carlos.

## Historia
Desde la época de los primeros asentamientos en el lugar, alrededor del siglo IX, Staré Město estaba formada por caseríos localizados a orillas del Moldava. Existen registros que datan de alrededor del año 1100, que indican que todos los sábados se instalaba un mercado, y que en el lugar también se realizaban grandes manifestaciones militares. Gracias al comercio los mercaderes de la zona se enriquecieron, y cuando el rey Venceslao I de Bohemia les otorgó ciertos privilegios, se fundó el pueblo de Mesto Prazske (Praga).

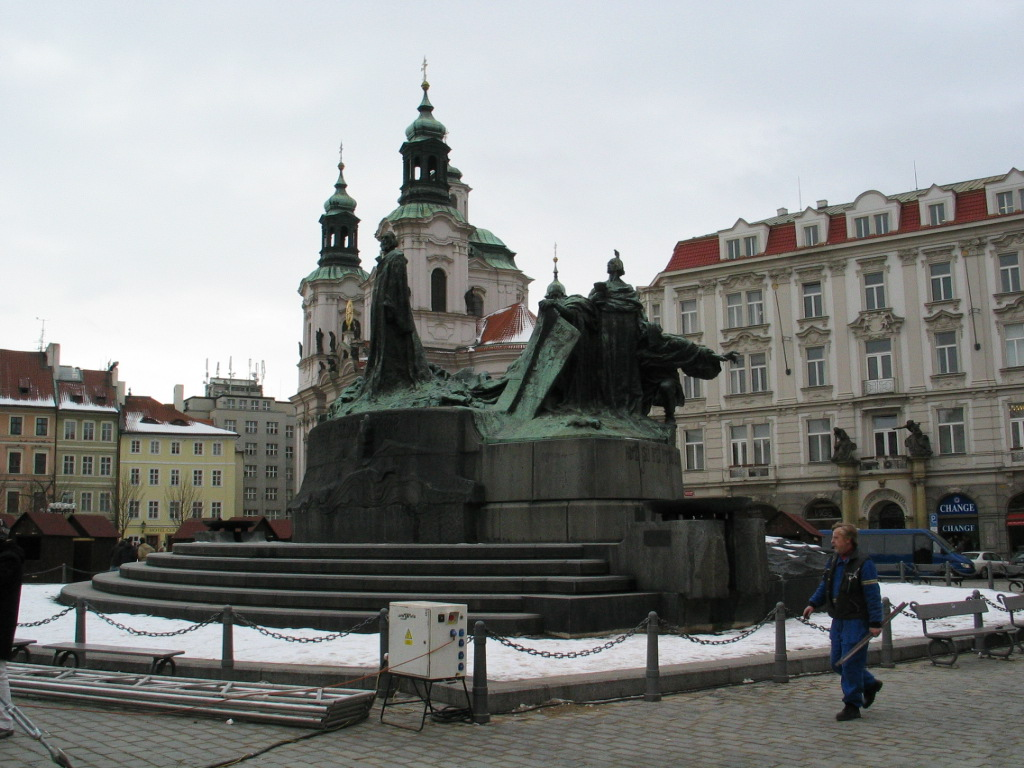
Monumento en la plaza de la Ciudad Vieja.